# 新庄子 (嘉義縣)
新庄子，原寫為新庄仔，是臺灣嘉義縣民雄鄉的一個傳統地域名稱，位於該鄉中部略偏東南。相較於今日行政區，其範圍大致為北斗村東北半葉。

## 歷史
台灣日治初期，新庄子地區為一街庄（舊制街庄），稱為「新庄仔庄」，隸屬於打貓南堡。該庄西北與東勢湖庄為鄰，東北及東與松仔腳庄為鄰，南邊為大崎腳庄，西南邊為北勢仔庄。
1901年（日治明治三十四年）11月11日，全台設置二十廳，該庄隸屬於嘉義廳。1904年（明治三十七年）2月15日，該庄編入「崙仔頂區」，隸屬於嘉義廳。1909年（明治四十二年）10月25日，全台整併二十廳為十二廳，該庄仍隸屬於嘉義廳。1910年（明治四十三年）1月18日，各區管轄區域調整，該庄改隸屬於嘉義廳的「打貓區」。
1920年（大正九年）10月1日，全台廢十二廳改設五州二廳，該庄改制並雅化為「新庄子」大字，隸屬於臺南州嘉義郡民雄庄（新制街庄）。
戰後民雄庄改制為民雄鄉，隸屬於臺南縣，大字亦改制為村。1950年（民國39年）10月，雲、嘉、南分治，民雄鄉改隸屬於嘉義縣。

## 聚落
本地區發展較早的聚落為新庄仔等，在日治期初期的官方地圖上已有記載。

## 交通
縣道162乙線是大林至大崎的道路，經過本地區新庄仔聚落西側。由該道路北行可前往大林鎮大林市區南側，並止於縣道162號轉角路口暨鄉道嘉99線路口；南行可前往大崎腳地區，並止於縣道166號路口。
縣道164號是金湖至民雄（實際終點在新庄子）的道路，其東側端點（終點）位於本地區新庄仔聚落西南郊的縣道162乙線轉角路口。由此西行可前往民雄鄉民雄市區、新港鄉、六腳鄉東北端、北港鎮、水林鄉、口湖鄉，並止於新港（金湖）聚落東側的省道台17線路口暨省道台61線（西部濱海快速公路）口湖交流道。
縣道166號是東石至瑞里的道路，經過本地區南端偏西地帶。由該道路（大方向）西行可前往新港鄉、六腳鄉、東石鄉，並止於縣道168號轉角路口；東行可前往竹崎鄉、梅山鄉的瑞里，並止於縣道162甲線路口。
鄉道嘉105線是虎尾寮至北勢仔的道路。
鄉道嘉107線是民雄至溪底寮的道路。
鄉道嘉108線是新庄仔至沙坑的道路。